# Арабелла Гантінгтон
Арабелла Дюваль Гантінгтон (до шлюбу Яррінгтон; прибл. 1850/1851 — 16 вересня 1924) — американська філантропка та колекціонерка мистецтва, колись відома як найбагатша жінка країни. Ініціаторка створення колекції мистецтв, яка зберігається в Гантінгтонській бібліотеці в Каліфорнії, фундаторка першого у США фонду з досліджень раку.

## Біографія

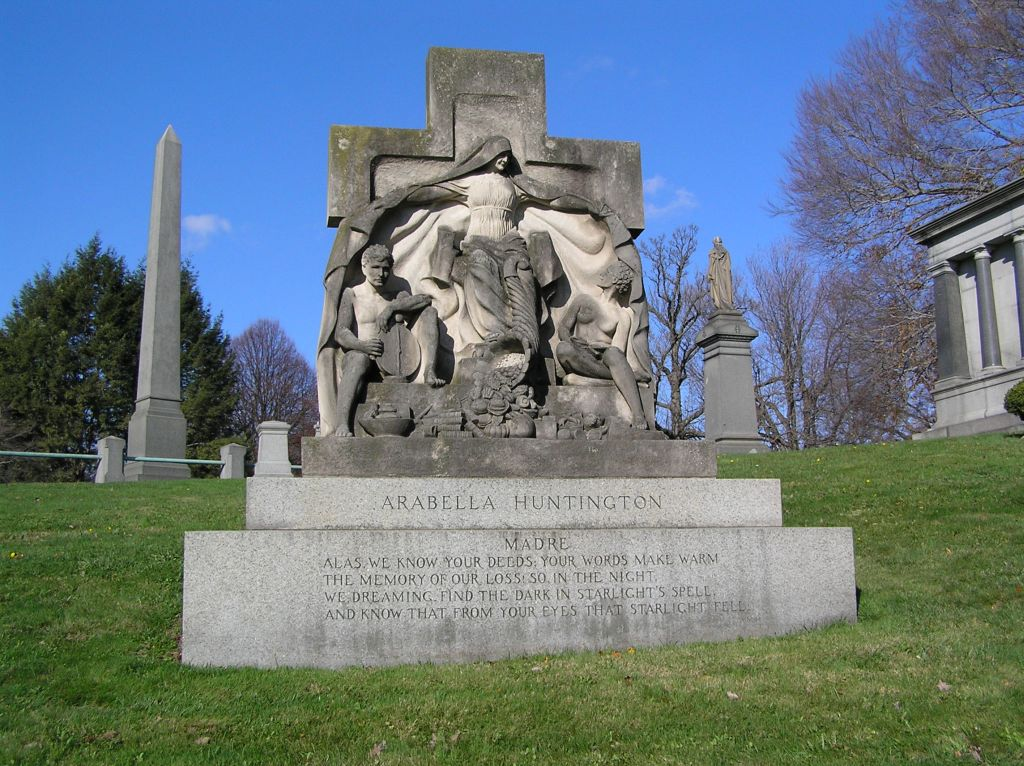
Пам'ятник Арабеллі Гантінгтон на кладовищі Вудлон, Бронкс, Нью-Йорк

Інформації про молодість Арабелли Яррінгтон збереглося мало. Відомо, що вона народилася під у 1850 або 1851 році, ймовірно, у Річмонді, штат Вірджинія (див. Wark, стор. 312). У списку пасажирів судна Аквітанія 1921 року, що прямував із Шербур-Октевіль до Нью-Йорка, вона вказала, що народилася 9 лютого 1851 року в Мобілі, штат Алабама.
Вона переїхала на північ з містером Воршемом, який також народився у Вірджинії і, як кажуть, був одружений і мав дітей. Він помер незабаром, залишивши Арабеллу з їхнім маленьким сином Арчером, який народився приблизно в 1870 році. Деякі джерела припускають, що пара ніколи не була одружена. У 1877 році вона придбала нерухомість у Нью-Йорку, яку пізніше продала Джону Девісону Рокфеллеру.
У Нью-Йорку вона працювала, доглядаючи за хворою дружиною Колліса П. Гантінгтона, багатого промисловця та залізничного магната, якого вона, можливо, зустріла в Річмонді. Існує припущення, що батьком її сина був Колліс Гантінгтон.
Дружина Колліса Гантінгтона померла в 1884 році в Нью-Йорку. У тому ж році Яррінгтон одружилася з Коллісом П. Гантінгтоном, у Сан-Франциско. Чоловік усиновив її 14-річного сина Арчера. Помер у 1900 році, Арабелла і Арчер успадкували від нього гроші. Кажуть, що спадок становив більше 50 мільйонів доларів.
У 1913 році вона пошлюбила овдовілого племінника колишнього чоловіка Генрі Е. Гантінгтона (1850—1927), який також був залізничним магнатом у районі Лос-Анджелеса. Він заснував Гантінгтонську бібліотеку, художній музей і ботанічний сад у Сан-Марино, Каліфорнія. Пара була разом до її смерті.
Арабелла Гантінгтон померла в Нью-Йорку 16 вересня 1924 року. Вона похована в Мавзолеї Гантінгтонської бібліотеки в Сан-Марино, Каліфорнія. Її чоловіка Генрі Гантінгтона поховали там через три роки після його смерті, освятивши меморіал Арабеллі Гантінгтон, встановлений у західному крилі будівлі бібліотеки.
Її син Арчер Мілтон Гантінгтон поділяв любов матері до мистецтва та культури. Він був великим другом неприбуткових організацій, а особливо музеїв, а також став одним із провідних світових експертів іспанської поезії та засновником Іспаномовного товариства Америки в Нью-Йорку.

## Фонд Гантінгтон з дослідження раку
У 1902 році в пам'ять про другого чоловіка Арабелла Гантінгтон виділила 100 000 доларів Генеральній меморіальній лікарні для заснування першого фонду з дослідження раку у США, Фонду Гантінгтона з досліджень раку. Лікарня розвивалася як Меморіальний онкологічний центр імені Слоуна — Кеттерінга в Нью-Йорку.

## Мистецька колекція
Протягом свого життя Арабелла Гантінгтон колекціонувала мистецтво, ювелірні вироби, антикваріат та інші предмети розкоші. Вона мала особливий інтерес до старих майстрів, релігійних зображень періоду середньовіччя і відродження, а також меблів і декоративного мистецтва Людовика XIV — Людовика XV.
Після її смерті весь її статок і колекції перейшли синові, Арчеру Мілтону Гантінгтону. Він подарував багато її картин музею мистецтв Метрополітен в Нью-Йорку. Серед них дві роботи Рембрандта ван Рейна, Ян Вермера і кілька сотень інших картин, більшість з яких належали її чоловікові Коллісу. Більшість вмісту її основної резиденції на West 57th Street у Нью-Йорку, включаючи більшість творів мистецтва, було відправлено на аукціон. Багато інших речей родини, включаючи одяг, меблі, гобелени та порцеляну, було заповідано іншим установам, зокрема Єльському університету в Нью-Гейвені, штат Коннектикут, і художньому музею Каліфорнійського палацу Почесного легіону в Сан-Франциско.
Деякі предмети зберігаються в колекціях Гантінгтонської бібліотеки. Вони були відібрані для виставки про Арабеллу Гантінгтон навесні 2006 року під назвою «Красуня Сан-Марино». Лише невелика колекція живопису періоду середньовіччя та ренесансу в Гантінгтонській бібліотеці була у власній приватній колекції Арабелли. Генрі Гантінгтон придбав її після смерті власниці на аукціоні, організованому її сином Арчером.
Решту об'єктів у «Меморіальній колекції Арабелли» в Гантінгтоні були придбані після її смерті Генрі Гантінгтоном. Вони представляють типи об'єктів її колишнього володіння, але не є тими самими об'єктами.

## Подальше читання
- Robert W. Wark. «Arabella Huntington and the Beginnings of the Art Collection.» (="Арабелла Гантінгтон і початок художньої колекції") The Founding of the Henry E. Huntington Library and Art Gallery. San Marino, CA: Huntington Library, 1969.
- Wilson. The Mauseoleum of Henry and Arabella Huntington (=Мавзелей Генріха та Арабелли Гантінгтонів). Berkeley, CA: University of California Press, 2005.